# Plegafulles de Pará
El plegafulles de Pará (Automolus paraensis) és una espècie d'ocell de la família dels furnàrids (Furnariidae).

## Hàbitat i distribució
Habita el sotabosc de la selva pluvial del sud de l'Amazònia del Brasil.